# Nepalesische Kongresspartei
Die Nepalesische Kongresspartei (nepali: नेपाली काँग्रेस; engl.:Nepali Congress Party – NCP) wurde am 25. Januar 1947 in Kalkutta als Nepali National Congress gegründet. Sie vereinigte sich am 9. April 1950 mit dem ebenfalls in Kalkutta gegründeten Nepali Democratic Congress und rief zum Sturz des Rana-Regimes auf.
Die Partei stellte mehrere Ministerpräsidenten des Landes, darunter den ersten (Bishweshwar Prasad Koirala) und Girija Prasad Koirala.
Die Partei ist sozialdemokratisch und gehört der Sozialistischen Internationale an.
Am 21. Juli 2008 wurde der Generalsekretär der NCP, Ram Baran Yadav, zum ersten Staatspräsidenten der Republik Nepal gewählt.

## Wahlergebnisse
Wahl zum Repräsentantenhaus des Königreichs Nepal (Pratinidhi Sabha)
- 1959 –  74 Sitze (von 109)
- 1991 – 110 Sitze (von 205)
- 1994 –  83 Sitze (von 205)
- 1999 – 111 Sitze (von 205)

Wahl zur Verfassunggebenden Versammlung Nepals
- 2008 – 115 Sitze (von 601)
- 2013 – 196 Sitze (von 601)

Wahl zum Repräsentantenhaus der Demokratischen Bundesrepublik Nepal
- 2017 – 63 Sitze (von 275)